# Gorenji Maharovec
Gorenji Maharovec – wieś w Słowenii, w gminie Šentjernej. W 2018 roku liczyła 91 mieszkańców.